# Legamento longitudinale anteriore
Il legamento longitudinale anteriore decorre verso il basso lungo la superficie anteriore della spina dorsale. Questo legamento aderisce saldamente al margine antero-laterale dei corpi vertebrali e dei rispettivi dischi intervertebrali.
Lo spessore medio di questa struttura è pari a circa 1–2 mm. Il legamento risulta costituito da tre strati sovrapposti di fibre collagene. Lo strato di fibre superficiali si estende per diverse vertebre (generalmente 3-4), lo strato intermedio collega 2-3 vertebre, mentre lo strato più profondo decorre solamente da una vertebra alla successiva, mettendole in collegamento.
Superiormente il legamento viene ad inserirsi sul tubercolo anteriore della prima vertebra cervicale, l'atlante (C1). Al di sopra della prima vertebra cervicale il legamento si continua con la membrana atlantoccipitale. Dall'atlante la struttura si viene a portare verso il basso, raggiungendo una larghezza di 20-25 millimetri, terminando a livello del margine superiore dell'osso sacro, sul versante pelvico.

## Rilevanza clinica
Con l'invecchiamento il legamento può andare incontro a manifestazioni di tipo degenerativo, che ne compromettono l'elasticità e la tonicità. nei pazienti in età avanzata l'esecuzione di una tomografia computerizzata (TAC o TC) del rachide cervicale mette spesso in luce un quadro di ossificazione segmentaria o continua.

## Galleria d'immagini

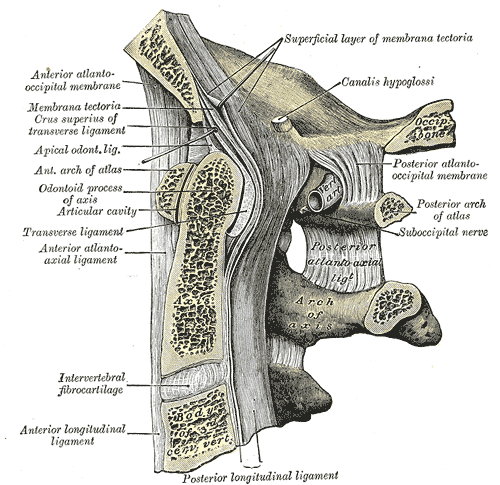
Sezione mediana sagittale attraverso l'osso occipitale e le prime tre vertebre cervicali.
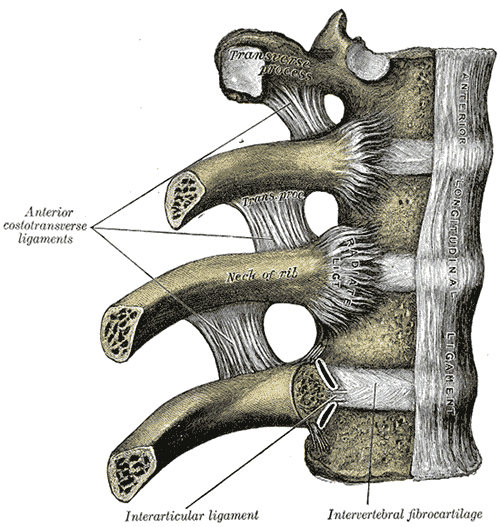
Articolazione costovertebrale. Vista anteriore.